# Тіталійський договір
Тіталійський договір (англ. Treaty of Titalia) — міжнародний договір між чоґ'ялами (монархами) Сіккіму та Британською Індією. Договор був підписаний в результаті переговорів у лютому 1817 року, він гарантував суверенитет Сіккіму британцями та повертав Сіккіму території, анексовані непальцями раніше. Договір став результатом Англо-непальської війни 1814—1816 років, в якій непальці були розгромлені британськими та сіккімськими військами. За договором британці отримували виключне право на торговлю і право перетинання території Сіккіму до кордону з Тибетом. Договір був названий за містом Тіталія (зараз у Західному Бенгалі біля кордону з Бутаном).